# Dalia Al-Faghal
Dalia AlFaghal (en arabe داليا الفغَال) est une Égyptienne, une militante lesbienne, une penseuse et une écrivaine qui a grandi en Arabie saoudite et a été élevée comme salafiste. Défenseure LGBTQIA+ et militante des droits des femmes, elle est l'une des fondatrices de Solidarity with Egypt LGBT Initiative.

## Jeunesse
Dalia AlFaghal naît et grandit en Arabie saoudite avec son père égyptien. Elle vit en Égypte dix années avant de partir pour San Francisco aux États-Unis et a aussi travaillé en Suède.
Alors qu'elle est réfugiée en Suède, elle déclare son lesbianisme le 15 juillet 2017 dans une publication sur Facebook,, avec des commentaires de soutien de son père et une photo d'elle avec sa petite amie. Peu de temps après, elle reçoit de violentes réactions de la part de certains utilisateurs de médias sociaux qui considéraient son orientation sexuelle comme une violation de la société égyptienne conservatrice et de ses idéaux islamiques,, et elle et son père sont la cible de menaces de mort,. Elle publie à la suite de ces menaces une vidéo sur Youtube et indique être la « lesbienne la plus haïe d'Égypte ». Son acte a cependant généré une discussion sur les droits des lesbiennes en Égypte dont elle n'avait pas mesuré l'ampleur.

## Activisme
Dalia al-Farghal, qui a cofondé Solidarity with Egypt LGBTQ en 2014, est considérée comme la première femme égyptienne à faire son coming out lesbien,.
Son parcours militant a commencé en 2012 en tant que rédactrice en chef d'une plateforme LGBT appelée Ahwaa. Dalia a travaillé à la fois de manière indépendante et en collaboration avec d'autres organisations féministes sur le terrain pour aider les personnes LGBTQ+ et plaider leur cause[source insuffisante].
Avec d'autres militants, elle a lancé une initiative/un projet numérique appelé Solidarité avec l'Égypte LGBT+, qui visait principalement à mettre en lumière la lutte LGBTQ+ et à la mettre en lumière sous un angle sociopolitique. Dalia fait également partie des membres de NoH8 Egypt Initiative, une page de contenu créatif qui se concentre sur la défense des droits de l'homme et des droits des minorités en Égypte[source insuffisante].
L'ancien chef du comité « Fatawa » de la plus grande institution musulmane d'Égypte, Al-Azhar, Abdel Hamied Al-Atrash, a déclaré en août 2017 à Egypt Independent que « cette fille est victime de la négligence de sa famille et de la société, y compris le rôle d'Al-Azhar ». L'activité LGBT est interdite dans l'Islam et est considérée comme un péché, la société égyptienne n'acceptera pas facilement de tels cas, donc il devrait y avoir des efforts pour la conseiller, mais pour éviter l'attention des médias,.
À l'inverse, la directrice de Nazra for Feminist Studies, Mozn Hassan, a déclaré à Egypt Independent que le coming-out de Faghal en tant que lesbienne est considéré comme une question de « liberté personnelle », notant que tout le monde au sein de la société est libre de faire tout ce qui ne causera ni préjudice ni dommage aux autres.
Dalia est l'une des rares queers d'Égypte à s'exprimer ouvertement et du contexte  dans la région MENA. Elle continue de défendre les personnes LGBTIQ+ de la région et de la diaspora.
Dalia a été présentée dans de nombreux journaux nationaux et internationaux et a tenu des sessions à Harvard,  à l'université de Columbia  et également à l'université Brown. Elle participe aussi à la campagne « No longer alone » de Human Rights Watch.